# Wonder Cave
Wonder Cave – jaskinia położona w Kromdraai w prowincji Gauteng w Republice Południowej Afryki. Jest trzecią co do wielkości jaskinią w kraju, a jej wiek jest szacowany na 5–10 miliona lat. Jaskinia składa się z pojedynczej komory o powierzchni 46 tys. m², jest długa na 125 m i szeroka na 154 m.
Została odkryta w XIX wieku przez górników, którzy wysadzali wapienne skały do produkcji cementu. Jaskinia ma 14 formacji stalaktytów i stalagmitów o wysokościach do 15 m. Większość z nich ciągle rośnie. Jest głęboka na 40 metrów, a turyści mogą ją zwiedzać dzięki zamontowanej windzie.
W Wonder Cave po raz pierwszy odkryto szczątki Paranthropus robustus, którego wiek określany jest na ok. 1–1,5 mln lat. Ponadto odkryto tam szczątki trzech różnych gatunków tygrysa szablozębnego.
Wonder Cave wraz z Sterkfontein i Swartkrans została w 1999 roku wpisana na Listę Światowego Dziedzictwa UNESCO.